# Jacob Glatstein
Jacob Glatstein o Yaakoyv o Yankev Glatshteyn (Lublin, 20 de agosto de 1896-Nueva York, 19 de noviembre de 1975) fue un periodista y poeta estadounidense nacido en Polonia.
Su padre era músico y aunque su familia se identificaba con la haskalá, recibió una educación tradicional hasta los 16 años y una introducción a la literatura en yidis. En 1914, por el antisemitismo creciente en Lublin, se mudó a Nueva York, donde trabajó explotado en talleres  mientras estudiaba inglés. Luego comenzó a estudiar derecho en la Universidad de Nueva York en 1918 y se casó en 1919.
Fue uno de los principales promotores del movimiento vanguardista In zikh (Introspeccionistas).